# Scena invernale con pattinatori vicino a un castello
Scena invernale con pattinatori vicino a un castello è un dipinto di Hendrick Avercamp. Eseguito verso il 1608-09, è conservato alla National Gallery di Londra.

## Descrizione
Si tratta di un tondo in cui è ritratto uno scorcio urbano di fantasia. Sulle strade ghiacciate passano pattinando personaggi di diversa estrazione sociale, a creare un'atmosfera vivace e variopinta. Il dettaglio rivela la presenza di alcune piccole imbarcazioni e slitte trainate da cavalli: quella sulla destra è decorata con un leone rampante, visibile sia sul lato sinistro che sul retro, un probabile riferimento a quello riportato sullo stemma della Repubblica delle Sette Province Unite. In primo piano è raffigurato un grande albero spoglio, mentre la scena è prospetticamente chiusa da un castello, anch'esso immaginario.
Si riteneva che la tavola fosse quadrata, fino a quando nel 1983 un restauro ha evidenziato l'originaria forma tonda e la presenza di giunte lignee posticce, ora rimosse.